# Nowoskrzydłe
Nowoskrzydłe, owady nowoskrzydłe (Neoptera) – infragromada owadów, zaliczana do Dicondylia i podgromady owadów uskrzydlonych.
Najważniejszą cechą tej grupy jest zdolność do składania skrzydeł, którą zawdzięczają obecności specjalnych mięśni przyczepionych do trzeciego sklerytu aksillarnego. Skleryt ten jest ruchomy i obracając się, kieruje skrzydła wierzchołkami w tył, jednocześnie pozostawiając stronę grzbietową skierowaną grzbietowo. Dla części nasadowych ich skrzydeł charakterystyczne są także obecność płytki medialnej i brak rozwidlenia żyłki radialnej. Ponadto grupę tę cechuje wykształcenie trzeciej pary walwuli, czyli gonoplacu.
Nowoskrzydłe prawdopodobnie wyewoluowały we wczesnym baszkirze (karbon), po czym szybko się zróżnicowały, zajmując wszelkie lądowe i słodkowodne nisze. Możliwość składania skrzydeł dała im znaczną przewagę ewolucyjną nad pierwotnoskrzydłymi, zwłaszcza wśród gęstej roślinności. Ich złożenie nie tylko pozwoliło je chronić w czasie spoczynku, ale także umożliwiło wciskanie się w różne ciasne miejsca, np. pod kamienie. Przednia para skrzydeł u wielu grup zaczęła pełnić funkcje ochronne dla pary drugiej i odwłoka, przyjmując formę skórzastych lub całkowicie zesklerotyzowanych pokryw.

## Systematyka
Takson Neoptera wprowadzony został po raz pierwszy przez Andrieja Martynowa w 1923 roku. W systemie Martynowa owady uskrzydlone dzielą się na dwie grupy (później w niektórych systemach wyróżniane jako infragromady): 
- Palaeoptera Martynov, 1923 (staroskrzydłe), które generalnie nie mogą składać skrzydeł wzdłuż odwłoka;
- Neoptera Martynov, 1923 (nowoskrzydłe), posiadające opisaną wyżej umiejętność[6].

Martynow dzielił Neoptera na trzy podsekcje: Polyneoptera, Paraneoptera i Oligoneoptera (synonimy: Endopterygota, Holometabola; pl. nazwa: skrytoskrzydłe). Podział taki jest nadal w powszechnym użyciu, przy czym nadaje się tym taksonom różne rangi (np. infragromad, kohort czy podgrup). Przykładowo systematyka współczesnych rzędów przedstawiać się może następująco:
- podgrupa: Polyneoptera
  - widelnice
  - nogoprządki
  - glebiki
  - skorki
  - świerszczokaraczany
  - gladiatory
  - straszyki
  - prostoskrzydłe
  - karaczany
  - termity
  - modliszki
- podgrupa: Paraneoptera
  - psotniki
  - Phthiraptera
  - wciornastki
  - pluskwiaki
- podgrupa: Holometabola
  - wielbłądki
  - wielkoskrzydłe
  - sieciarki
  - chrząszcze
  - wachlarzoskrzydłe
  - błonkoskrzydłe
  - chruściki
  - motyle
  - wojsiłki
  - muchówki
  - pchły

Proponowane jednak były i są podziały alternatywne. Ross w pracy z 1955 oraz Hamilton w pracy z 1972 wyróżniali tylko dwie główne linie ewolucyjne nowoskrzydłych: Pliconeoptera i Planoneoptera, przy czym Pliconeoptara Hamiltona odpowiadały Polyneoptera Martynowa z wyłączeniem glebików, widelnic i kilku rzędów wymarłych. Z kolei Henning w 1953 połączył Paraneoptera i Holometabola w takson Eumetabola.
Inny podział na 3 grupy proponuje w publikacji z 2012 Kluge. Dzieli on nowoskrzydłe na Idioprothoraca, Rhipineoptera i Eumetabola. Idioprothoraca obejmują nogoprządki i świerszczokaraczany, a Rhipineoptera: widelnice, Pandictyoptera (modliszki i karaczany z termitami), prostoskrzydłe, straszyki i skorki. Eumetabola natomiast dzielą się na Parametabola (odpowiednik Paraneoptera) i Metabola (odpowiednik skrytoskrzydłych – Holometabola).